# Culasse (arme)
 (avril 2019).
Si vous disposez d'ouvrages ou d'articles de référence ou si vous connaissez des sites web de qualité traitant du thème abordé ici, merci de compléter l'article en donnant les références utiles à sa vérifiabilité et en les liant à la section « Notes et références ».
Pour les articles homonymes, voir Culasse.

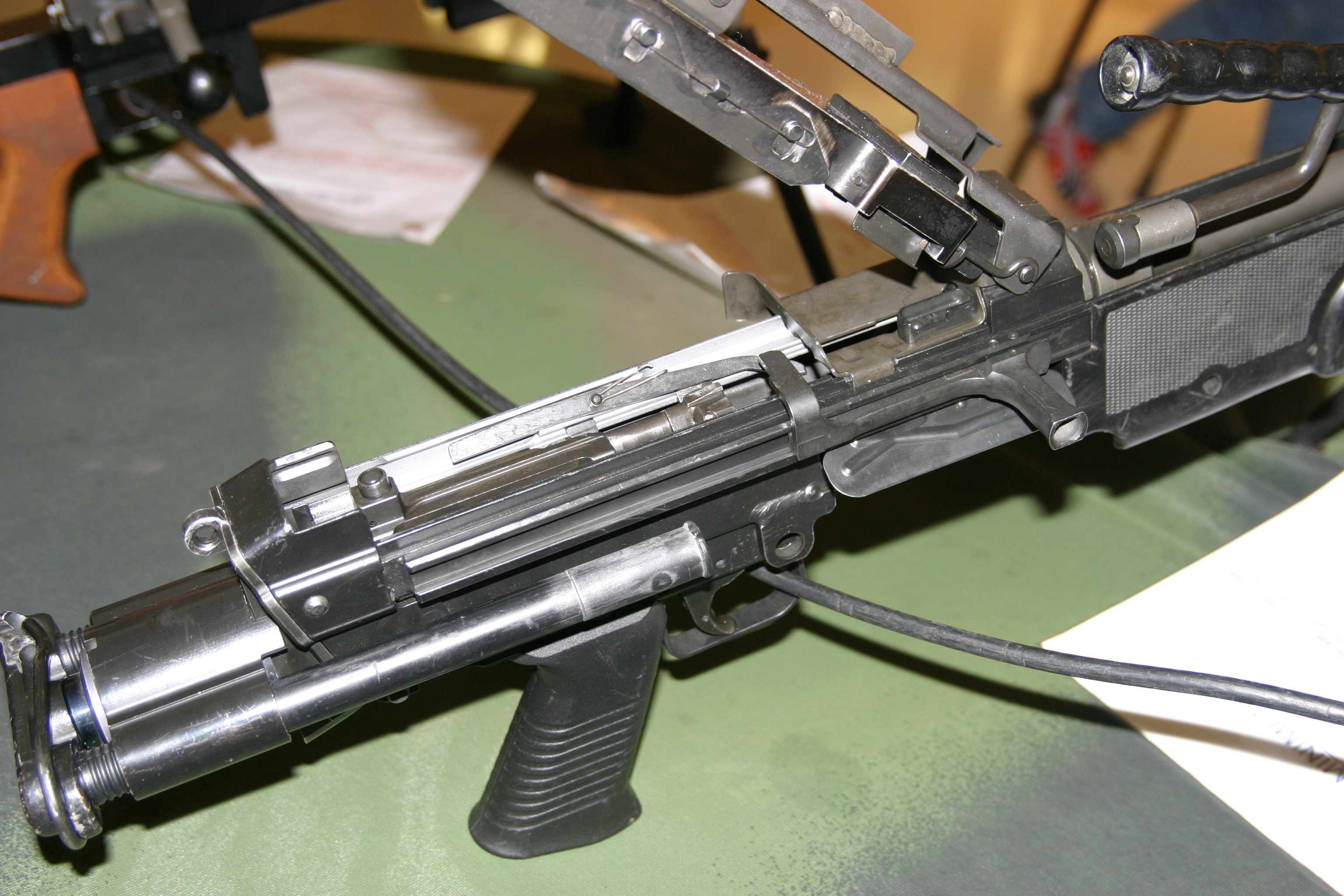
Une mitrailleuse FN Minimi, culasse ouverte.

La culasse est la pièce assurant la fermeture d'une arme à feu et regroupant certaines fonctions-clés. Placée d'ordinaire à l'arrière de l'arme, derrière le canon, elle assure l'étanchéité du mécanisme au gaz à haute pression produit pendant le tir et permet donc au projectile d'être propulsé vers la bouche. C'est une pièce complexe car elle est bien souvent mobile pour permettre le rechargement, tout en devant demeurer suffisamment robuste pour résister à la pression générée par les gaz engendrés par la mise à feu de la munition.

## Types de culasses

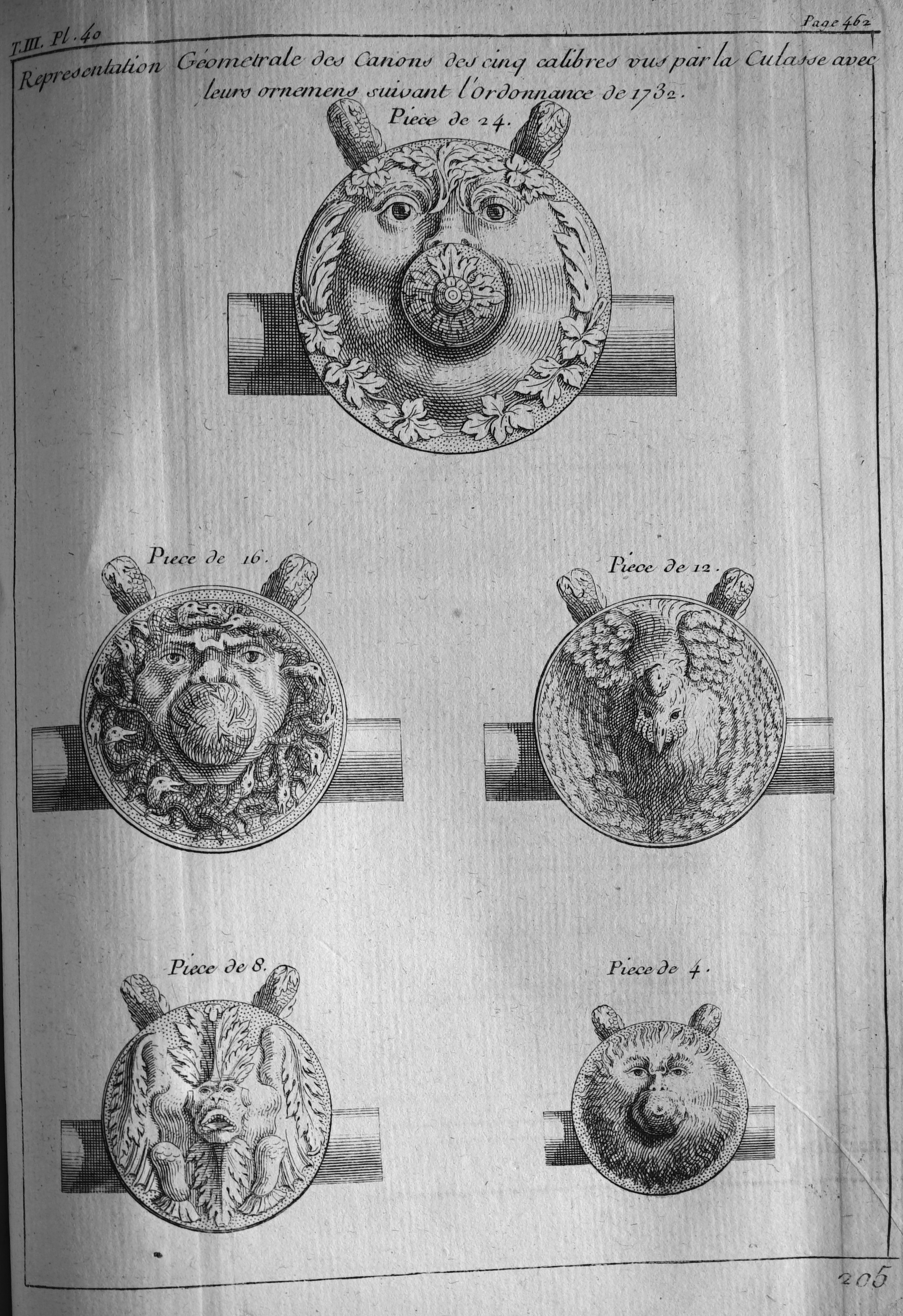
Culasse décorée d'un canon de bronze français, fin XVIe siècle.

Une culasse peut être ouverte ou fermée, calée ou non calée. 
Certaines combinaisons sont possibles, ainsi il existe des armes à culasse ouverte tirant avec une culasse calée (Thompson) d'autres avec une culasse non calée (PM Wz 63). Il existe même des armes changeant leur mode de fonctionnement en fonction de leur mode de tir ; par exemple, le Fallschirmgewehr 42 qui tire culasse ouverte en mode automatique et fermée en mode semi-automatique.[réf. souhaitée]

### Culasse fermée

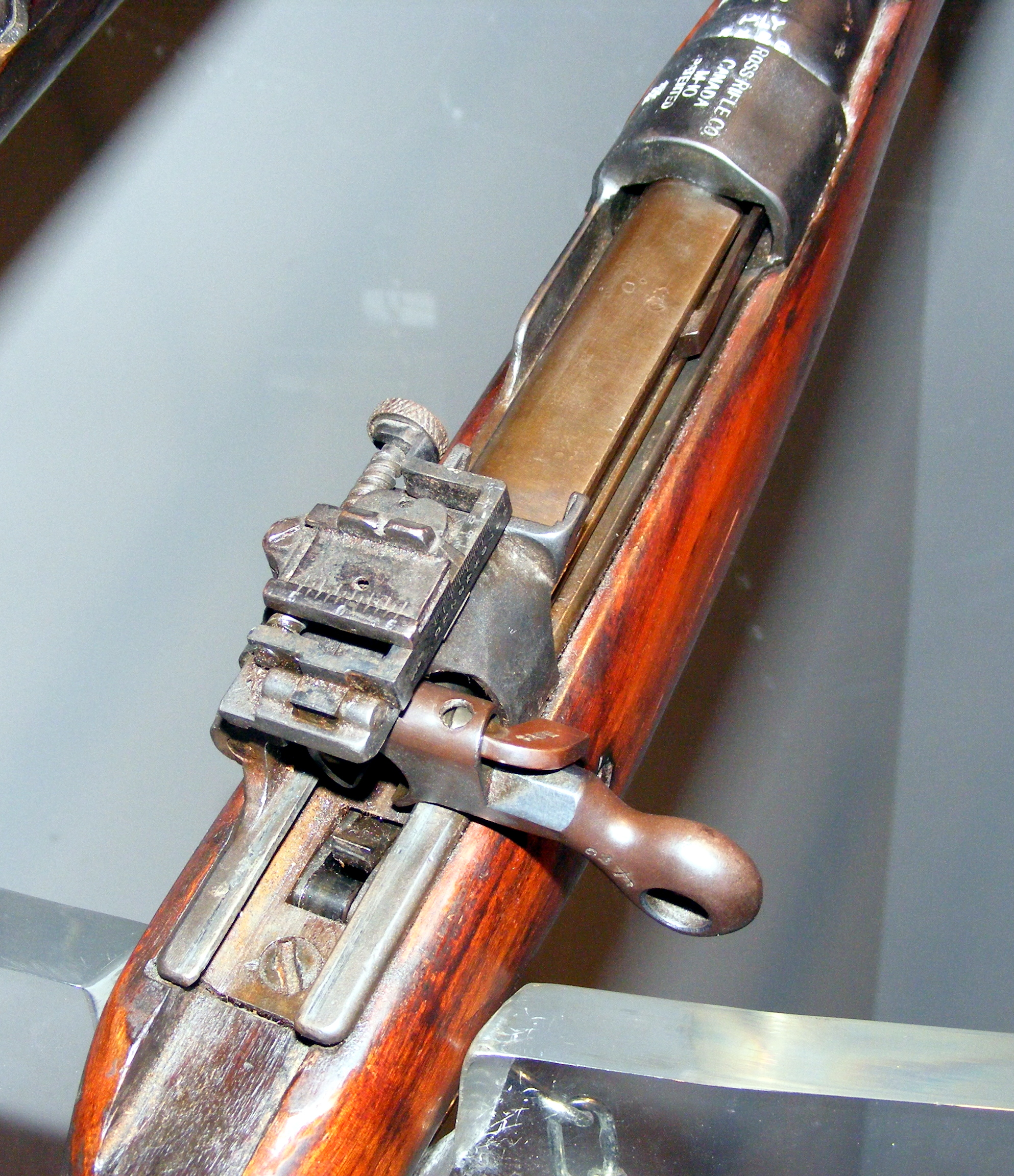
Culasse d'un fusil à verrou canadien Ross Mark III, version entrée en service en 1914.

Dans les armes fonctionnant « culasse fermée », la culasse est déjà fermée au moment du tir. Un tir à culasse fermée est un facteur de précision mais dans certains cas réduit le refroidissement, ce qui peut conduire à des accidents car une cartouche demeurant ainsi maintenue dans une chambre brûlante par une culasse elle-même chaude peut atteindre la température de mise à feu spontanée (sans percussion) de l'amorce, phénomène appelé cook off.
Exemples d'armes tirant avec culasse fermée :
- les carabines à verrou ;
- les carabines à levier ;
- les fusils à pompe ;
- la plupart des pistolets ;
- la plupart des fusils d'assaut (M16, Kalashnikov, Fal).

### Culasse ouverte
L'expression « tir culasse ouverte » signifie que la culasse est maintenue en arrière jusqu'au moment où la queue de détente est pressée, ce qui la libère. Repoussée par le ressort récupérateur, elle entraîne une cartouche dans la chambre puis la percute, souvent au moyen d'un percuteur fixe (qui limite le nombre de pièces et donc la complexité et le coût de l'arme).
L'avantage des tirs avec culasse ouverte est que l'arme est mieux refroidie, ce qui explique que ce système soit beaucoup utilisé sur des armes à forte cadence de tir, comme les pistolets mitrailleurs. Le principal défaut est la baisse de précision due au fait que la culasse est en mouvement au moment du tir.
Exemples d'armes à culasse ouverte[réf. souhaitée] :
- MP40 ;
- Thompson ;
- MAT 49 ;
- Uzi.

### Culasse non calée
L'expression « culasse non calée » s'applique aux armes à répétition automatique et semi-automatique. Dans le cas d'une culasse non calée, seule l'inertie de celle-ci et la force du ressort de rappel l'empêchent de reculer et de s'ouvrir au moment du tir. Ce type de culasse est d'usage uniquement sur les armes à canon court utilisant des munitions de faible recul, pour lesquelles l'inertie de la culasse est suffisante pour la garder fermée jusqu'à ce que la balle ait quitté le canon.
Exemples d'armes à culasse non calée[réf. souhaitée] :
- Walther PP ;
- Makarov PM ;
- Pistolet mitrailleur RAK ;
- MAT 49 ;
- Sten.

### Culasse calée
Pour construire une arme automatique utilisant des munitions plus puissantes, les constructeurs ont dû inventer des mécanismes retardant l'ouverture de la culasse. En effet une arme à culasse non calée tirant une munition puissante s'ouvrirait avant même que la balle ait quitté le canon, ce qui est dangereux étant donné les pressions qui y règnent à ce moment.
On peut citer[réf. souhaitée] :
- le court recul du canon (Browning GP ainsi que la plupart des pistolets de fort calibre) ;
- mécanisme à levier (exemple : FAMAS) ;
- mécanisme à galets (exemples : HK G3, Mp5).

## Canons se chargeant par la culasse
L. W. Broadwell, ingénieur américain établi en Allemagne, dépose un brevet en 1861 en Angleterre pour la fabrication de canons se chargeant par la culasse. Toutefois, en 1863, toujours en Angleterre, Alfred Krupp dépose un brevet pour le même objet, mais en y apportant des améliorations. La notoriété de l'usine de la famille Krupp favorise alors les prises de commande par les Russes et les Prussiens ce qui contribua à considérer Krupp comme l'inventeur du canon se chargeant par la culasse.